# Holbrookia propinqua
Holbrookia propinqua (кілювата безвуха ящірка) — вид ігуаноподібних ящірок родини фриносомових (Phrynosomatidae). Мешкає в США і Мексиці.

## Підвиди
Виділяють два підвиди:
- Holbrookia propinqua propinqua Baird & Girard, 1852;
- Holbrookia propinqua piperata Smith & Burger, 1950.

## Поширення і екологія
Кілюваті безвухі ящірки мешкають на півдні Техас (на північ до південного краю плато Едвардс) та вздовж північно-східної узбережжя Мексики (на південь до тропіка Рака). Вони живуть серед прибережних дюн та на піщаних бар'єрних островах, де ховаються в норах дрібних ссавців і крабів.